# Nyctophilus
Nyctophilus — рід ссавців родини лиликових. Рід поширений на деяких островах Малих Зондських островів, ймовірно, включаючи Тимор, а також від Нової Гвінеї до Австралії й Тасманії.

## Біоморфологічна характеристика
Довжина голови та тіла становить від 38 до 75 мм, довжина передпліччя від 31 до 47 мм і вага до 20 г. Писок довгий. Вуха великі, овальні, нахилені вперед і зазвичай з'єднуються біля основи шкірною оболонкою. Крила прикріплені ззаду до основи пальців ніг. Хвіст довгий і включений у велику літальну перетинку. .